# 井上隆一郎
井上 隆一郎（いのうえ りゅういちろう、1935年 - ）は、日本の国際問題評論家、桜美林大学名誉教授。本名・井上朗。

## 来歴
兵庫県芦屋市生まれ。1957年、関西学院大学経済学部卒業。1959〜61年、フランス、イタリアに留学。日本貿易振興会（ジェトロ）に入り、調査部、経済情報部、パリ、アムステルダム駐在、主任調査研究員を経て、桜美林大学教授。2006年定年、名誉教授、日本貿易振興機構客員研究員。

## 著書
- ある大企業モンテカチーニの没落 至誠堂、1967.
- 国際財閥の戦略 世界企業・陰の支配者たち ダイヤモンド社、1971.
- フォーブール・サントノレ通り パリのファッションビジネス 筑摩書房、1977.7.
- 転落 何が大企業を崩壊させるか プレジデント社、1978.9. 「巨大企業の没落」朝日文庫
- 開放国家オランダ 戦略と歴史 筑摩書房、1986.8.
- アジアのビッグビジネス 1989.5. 講談社現代新書
- 世界のビッグビジネス 1990.3. 講談社現代新書
- タイ 産業立国へのダイナミズム 筑摩書房、1991.11.
- グローバル企業の盛衰 歴史に学ぶ繁栄の条件、滅亡の原因 ダイヤモンド社、1993.6.
- 国際ビジネス新潮流 日本貿易振興会、1993.2. JETRO books
- アジア・ビジネス新潮流 日本貿易振興会、1995.5. JETRO books
- アジアのダイナミック企業 NTT出版、1997.3.

## 共編著
- 異色企業の時代 世界48社飛躍の秘密 山崎清共編. プレジデント社、1978.7.
- 世界大企業80年代の戦略 山崎清共編. プレジデント社、1979.6.
- 流通 Retail & wholesale 編著. 日本経済新聞社、1986.10. シリーズ世界の企業
- アジアの財閥と企業 編著. 日本経済新聞社、1987.9.
- 中国の企業と産業 21世紀への展望と戦略 編著. 日本経済新聞社、1996.6.
- 外資誘致の時代 地域経済活性化を目指して 編著. 日本貿易振興会、1998.11.
- 驀進する台湾企業 大陸シフトでIT不況克服へ 藤原弘共編. 交流協会、2001.11.
- 中国のトップカンパニー 躍進70社の実力 編著 ジェトロ、2004.11.
- 日台企業アライアンス アジア経済連携への底流を支える 編. 交流協会、2007.3.
- アジア国際分業における日台企業アライアンス ケーススタディによる検証 天野倫文、九門崇共編 交流協会、2008.3.

## 翻訳
- ロスチャイルド ヨーロッパ金融界の謎の王国 ジャン・ブーヴィエ 河出書房新社 1969 世界の企業家

## 参考
- 中国のトップカンパニー―躍進70社の実力 - 紀伊国屋書店BookWeb